# Offenegg (Gemeinde Hochneukirchen-Gschaidt)
Offenegg (im Dialekt gesprochen Hofnek, Oufmeck) ist der jüngste Ortsteil der niederösterreichischen Marktgemeinde Hochneukirchen-Gschaidt mit 154 Einwohnern (Stand 1. Jänner 2024). Die Ortschaft liegt an den Ausläufern des Wechselgebietes in der Buckligen Welt und darf sich auf Grund der Lage im Dreiländereck die südlichste Ortschaft Niederösterreichs nennen.
Offenegg wurde im Jahr 1563 gegründet. Erasmus Freiherr von Puchheim, damals Inhaber der Herrschaften Krumbach und Kirchschlag, veranlasste die Rodung des Waldes auf dem heutigen Dorfgebiet und legte damit den Grundstein für das damalige Oveneck. Der heutige Ortsname und die Schreibweise Offenegg wurden schon ab 1570 verwendet.

## Entstehungsgeschichte
1563 erließ Freiherr Erasmus von Puchheim einen Rodungsbefehl über das heutige Dorfgebiet, um eine neue Ortschaft zu gründen. Der große Herrschaftswald reichte von der Dreiländerecke bis zur Rotleiten und über den Schwarzengraben hinüber bis auf die Scheiben. Die am Rand dieses Waldes entstandenen Höfe wurden deshalb auch bald zu Offenegg dazugezählt.
Die alte Landstraße, von oder nach Ungarn, führte von Aschau über Offenegg, Hattmannsdorf, Hochneukirchen, Krumbach, Lichtenegg, Bad Erlach hinaus in den Wiener Neustädter Raum. Schon die Römer benutzten diesen Weg, wie an den Fundstellen entlang des Weges zu sehen ist. Auch später benutzte man diesen Weg, um hier im Osten das Gebirge zu umgehen. Mit dem Bau der Semmeringstraße wurde letztlich der Handelsverkehr über andere Wege verboten. Viehtreiber und Schmuggler benutzten aber weiterhin diese Wege.
Etwa zu Maria Theresias Zeit wurde an der Straße in Offenegg das k.k. Grenzzollamt erbaut. Hier sperrte ein Schlagbaum die Straße. Mindestens zwei Zöllnerfamilien wohnten im Haus. Um 1850 wurde eine Zollunion mit Ungarn geschlossen, daher wurden die Zöllner abgezogen und das Haus an einen Gastwirt aus Krumbach verkauft. Es hieß bis zu seiner Schließung Gasthaus zur Dreiländerecke.

## Spuren der Vorzeit
Offenegg ist zwar der jüngste Ort der Gemeinde, aber entlang des alten Höhenwegs bestanden schon zur Römerzeit verschiedene kleine Siedlungen. Einige Funde vom Leberacker und Riegelacker, vom Geierbichl und vom Hattmannsdorfer Leberriegel zeugen davon.

### Riegelacker
Um 1850 fand man dort beim Ackern einen behauenen Stein mit Figuren und darunter waren Mauerreste, auf deren Putzschicht noch Reste einer Malerei zu erkennen waren. Man glaubte, die Trümmer einer Burg gefunden zu haben. Der Stein wurde mit nach Hause genommen und diente viele Jahre als Trittstaffel vor die Stalltüre und als Radabweiser. Erst 1924 erkannte ein Geometer, der Vermessungstätigkeiten in Offenegg durchführte, den Fundstein als römischen Grabstein. Es stand also keine Burg am Riegel, sondern ein Hügelgrab mit gemauerter und bemalter Grabkammer.

### Leberacker
Fundamentsteine eines Hauses, das möglicherweise schon zur Römerzeit dort stand.

### Hügelgräbergruppe am Geierbichl
Dort waren etwa 15 Grabhügel. Die ersten Grabungen um 1890 erbrachten bloß eine Dreifußurne, eine Tonlampe wurden 1910 im Kaiser-Franz-Josef Museum in Baden erwähnt.

## Der Aichhof
Der Aichhof (bis heute Offenegg 1) wurde als Bauernhof mit dem Ort geschaffen und ihm zugezählt.
Auch der Aichhof hatte wahrscheinlich schon einen Vorläufer. Wie beim Bußhof (Habich) stand auch hier einst ein Grenzwachposten zur Kontrolle der vorbeiführenden Landstraße.

## Kuruzzeneinfälle
Am 10. August 1706 zog der kaiserliche General Johann Pálffy, der Österreich vor den Kuruzzen schützen sollte, mit 9.000 Mann von Pinggau über Hochneukirchen nach Kirchschlag. In Offenegg wurde ein kroatischer Soldat beim Plündern erschlagen und am Waldrand unter einer Steinplatte vergraben. Der Pfarrer hat das Grab später sogar eingesegnet.
Am 23. Juli 1707 brach wieder eine Horde Kuruzzen durch die Grenzsperren und raubte die Umgebung aus. Drei Männer der Grenzwache und fünf weitere Menschen (aus Loipersdorf, Gschaidt und Harmannsdorf) fanden dabei den Tod. Die getöteten Kuruzzen bettete man dort, wo man ein Jahr zuvor den Soldaten begraben hat. Damit die Geister der Toten niemandem Schaden bringen können, vielleicht auch um das Gewissen wegen des erschlagenen Soldaten zu beruhigen, wurde dann dort ein Kreuz aufgestellt, das Kuruzzenkreuz (für Ortsansässige das 2. Kreuz).
Weiter drüben beim Rotleitengraben grub man damals Höhlen in die Grabenwand, als Verstecke vor den Kuruzzen, weshalb sie Kuruzzenlöcher genannt werden.

## Der große Dorfbrand 1899
Am 13. Juni 1899 um halb 11 Uhr vormittags brach beim „Michler“ ein Brand aus, der in kurzer Zeit das ganze Dorf erfasste. Alle sechs Häuser des Ortes mit der Kapelle sind dabei abgebrannt. Neben den Feuerwehren aus Hochneukirchen waren auch die Feuerwehren von Gschaidt und Bernstein nach Offenegg gekommen. Viel hat das nicht genützt, denn es gab kaum Wasser zum Löschen. Die Brandursache konnte nie geklärt werden.

## Die Dorfkapelle

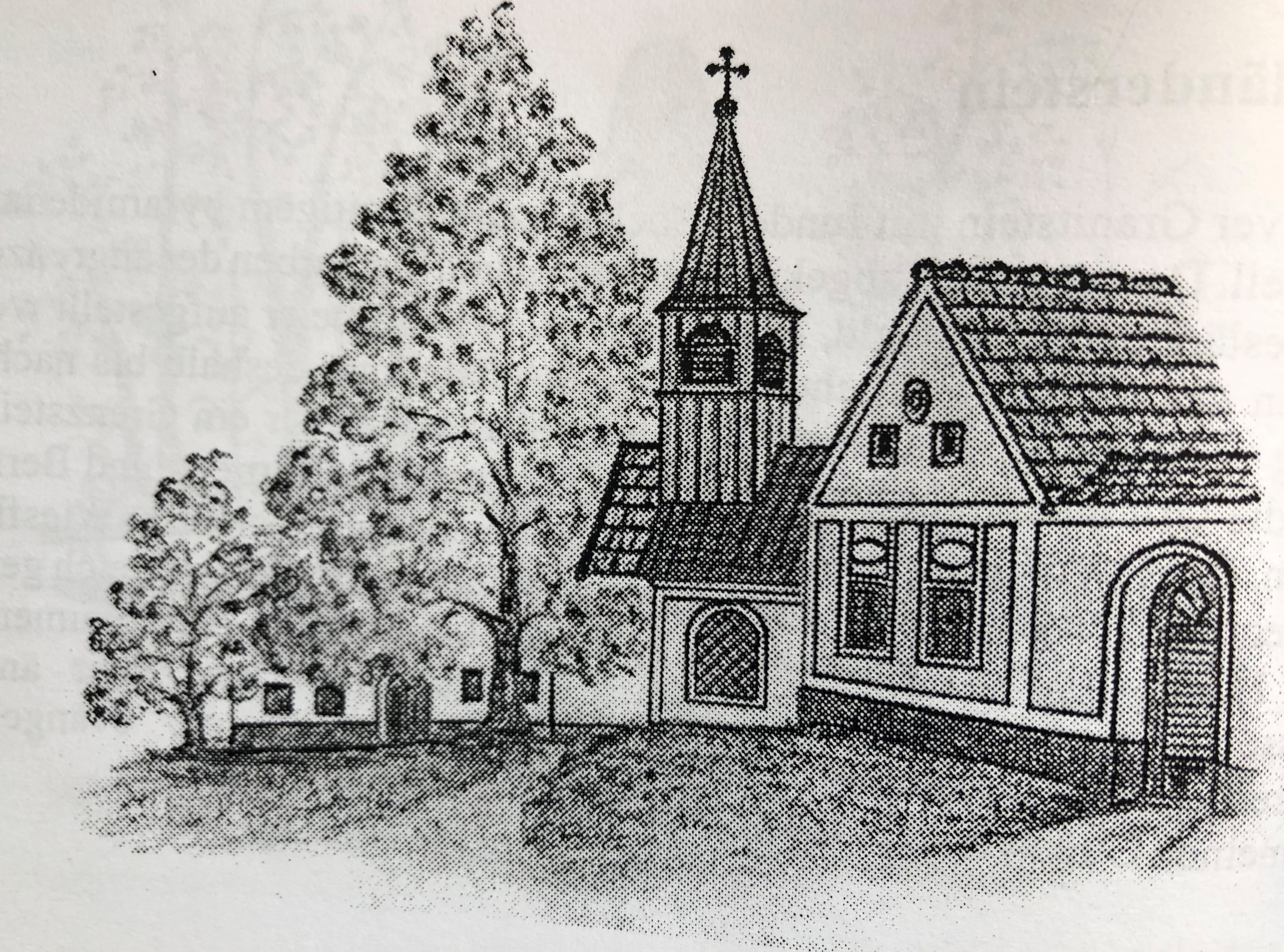
Die ehemalige Dorfkapelle, erbaut 1900

Die alte Dorfkapelle, die früher an der unteren Hausecke des „Michler“-Hauses angebaut war, brannte 1899 gänzlich ab. Im Jahre 1900 wurde sie wieder aufgebaut. 1974 stand sie beim Ausbau der Straße im Weg und wurde abgetragen. 1975 wurde hier am Rande der Dorfgarteln eine neue Kapelle erbaut und am Pfingstmontag 1976 eingeweiht. Das Altarkreuz und die Glocke stammen noch von der alten Kapelle.

## Wolfsgrube
Hinter dem Ort war früher eine alte Lehmgrube, die man Wolfsgrube nannte. Auch die ganze Flur dort heißt bei der Wolfsgrube. Wahrscheinlich war dort wirklich einmal eine Grube zum Wölfe fangen. Solche Wolfsgruben hat es oft gegeben. Für jeden abgelieferten Wolf wurde eine Prämie bezahlt. Etwa zur Zeit der Kaiserin Maria Theresia wurden die Wölfe bei uns ausgerottet.

## Steinberg
Dieser Begriff beschreibt die Anhöhe an der Grenze zu Schmiedrait (dort wo heute der Sender steht). Der Name beruht auf einer Falscheintragung der Katastralmappe. Während die alten Steuerfassionen auf Flurnamen aufbauten, wurde die franziszeiische Fassion nur auf Parzellnummern aufgebaut. Flurnamen wurden anscheinend erst später zur Orientierung dazugeschrieben. Man war dabei sehr schlampig und schrieb sie mehrfach an falschen Stellen hin. Die Flurnamen dort heißen „auf der Eben“ und „Hochleiten“.
Die Ried „Kastenleiten“, abgeleitet durch einen Blockbau aus dicken Baumstämmen, wie sie auch bei den Feldkästen verwendet wurden, wurde als „Gosterleiten“ eingetragen.